# کولنیا
کولنیا (نام علمی: Cullenia) نام یک سرده از تیره پنیرکیان است.